# Pomares (Pinhel)
Pomares ist ein Ort und eine ehemalige Gemeinde (Freguesia) im portugiesischen Kreis Pinhel. Die Gemeinde hatte 118 Einwohner (Stand 30. Juni 2011).
Am 29. September 2013 wurden die Gemeinden Pomares und Gouveias zur neuen Gemeinde Agregação das Freguesias Sul de Pinhel zusammengeschlossen.